# Romanowo (Kazimierzewo)
Romanowo – zniesiona część wsi Kazimierzewo w Polsce położona w województwie wielkopolskim, w powiecie konińskim, w gminie Wierzbinek.
Nazwę zniesiono z 1 stycznia 2016 r.
W latach 1975–1998 miejscowość należała administracyjnie do województwa konińskiego.